# A1703-zD6
A1703-zD6 è una galassia remota con redshift di z = 7,045 che corrisponde ad una distanza percorsa dalla luce per giungere fino alla Terra di  12,89 miliardi di anni luce. Fa parte di un gruppo di sette galassie con z>7 identificate per mezzo dell'ammasso di galassie Abell 1703 con il metodo del lensing gravitazionale.